# Вулиця Кіри Муратової (Одеса)
Вулиця Кіри Муратової — вулиця в Приморському районі міста Одеси. Знаходиться в історичному центрі міста, пролягаючи від Соборної площі до Старопортофранківської вулиці, перетинаючи площу Менделя Сфоріма.

## Історія
На картах міста вулиця позначена з 1828 року під первинною назвою вулиця Гулева, на честь місцевого домовласника купця Гулевого.
24 червня 1886 року в буд. № 4 (архітектор Козлов) була відкрита перша в Україні й друга у світі (після Парижу) бактеріологічна станція (меморіальна дошка), заснована Іллею Мечниковим та Миколою Гамалією на кошти Григорія Маразлі.

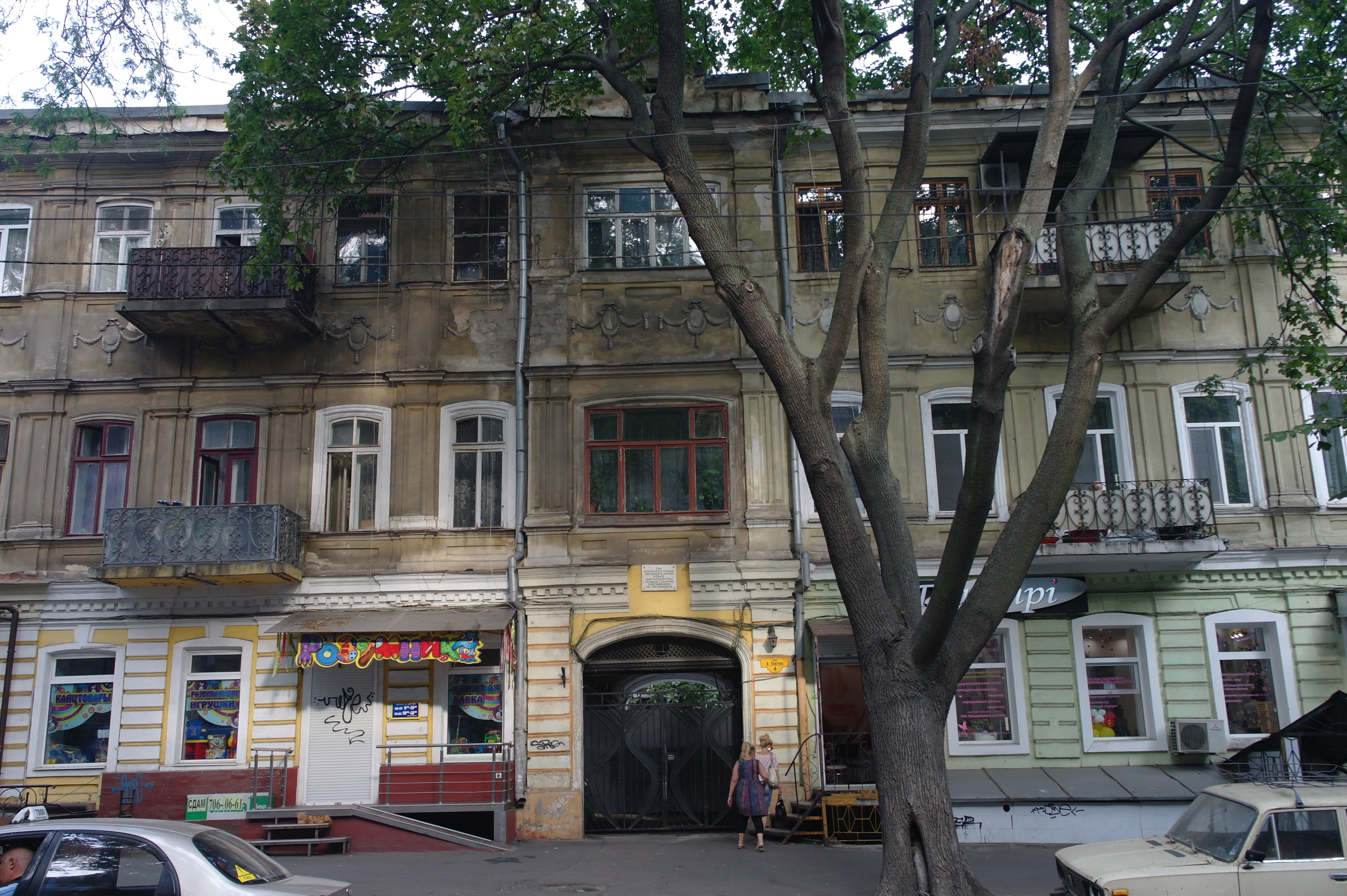
Будинок бактеріологічної станції (вул. Кіри Муратової 4)

Спочатку пролягала від вул. Дворянської до Дігтярної, у 1896 році була продовжена до вулиці Старопортофранківської.
Влітку 1908 року у П'ятигорську вбитий колишній генерал-губернатор Одеси, який перебував на посаді з 1905 по 1906 рік, «заспокоювач» збунтованих матросів на броненосцях «Князь Потьомкін» і «Георгій Побідоносець», генерал-майор Костянтин Карангозов, з нагоди цієї події 28 серпня 1908 року вулицю Гулеву було перейменовано на його честь. У 1923 року вулиця перейменована на вулицю Льва Толстого, на честь російського письменника Льва Толстого.
26 липня 2024 році, розпорядженням очільника Одеської ОВДА вулицю Льва Толстого перейменовано на вулицю Кіри Муратової, на честь української акторки, сценаристки та кінорежисерки Кіри Муратової, чиє життя і творчість пов'язані із Одесою.

## Транспорт
- тролейбуси № 2, 7;
- маршрутне таксі № 124, 221.

## Пам'ятки
- Буд. № 1 — середня загальноосвітня школа № 121 — меморіальна дошка Герою Радянського Союзу Якову Гордієнку[2].
- Буд. № 7 — дитячий садок-ясла № 258. Від 1912 до 1938 року тут працювала приватна школа професора П. С. Столярського[3]. У ті роки будівля мала номер 9.
- Буд. 9 — Маріїнська гімназія[ru], один з найстаріших навчальних закладів міста, тут навчалася Антоніна Нежданова, у майбутньому відома співачка, народна артистка СРСР.
- Буд. № 28 / Каретний пров., № 2 — Прибутковий будинок Молчанової, пам'ятка архітектури і містобудування місцевого значення, охоронний номер 431-Од[4] (пам'ятна дошка).
- Буд. № 30 / Каретний пров. № 1 — Училище Кефера і Ферстера 1912 року побудови, пам'ятка архітектури і містобудування місцевого значення, охоронний номер 432-Од (меморіальна дошка)[5] (нині — школа № 107).

## Відомі жителі
У буд. № 1 та 14 зупинялася видатна українська поетеса Леся Українка.

## Галерея

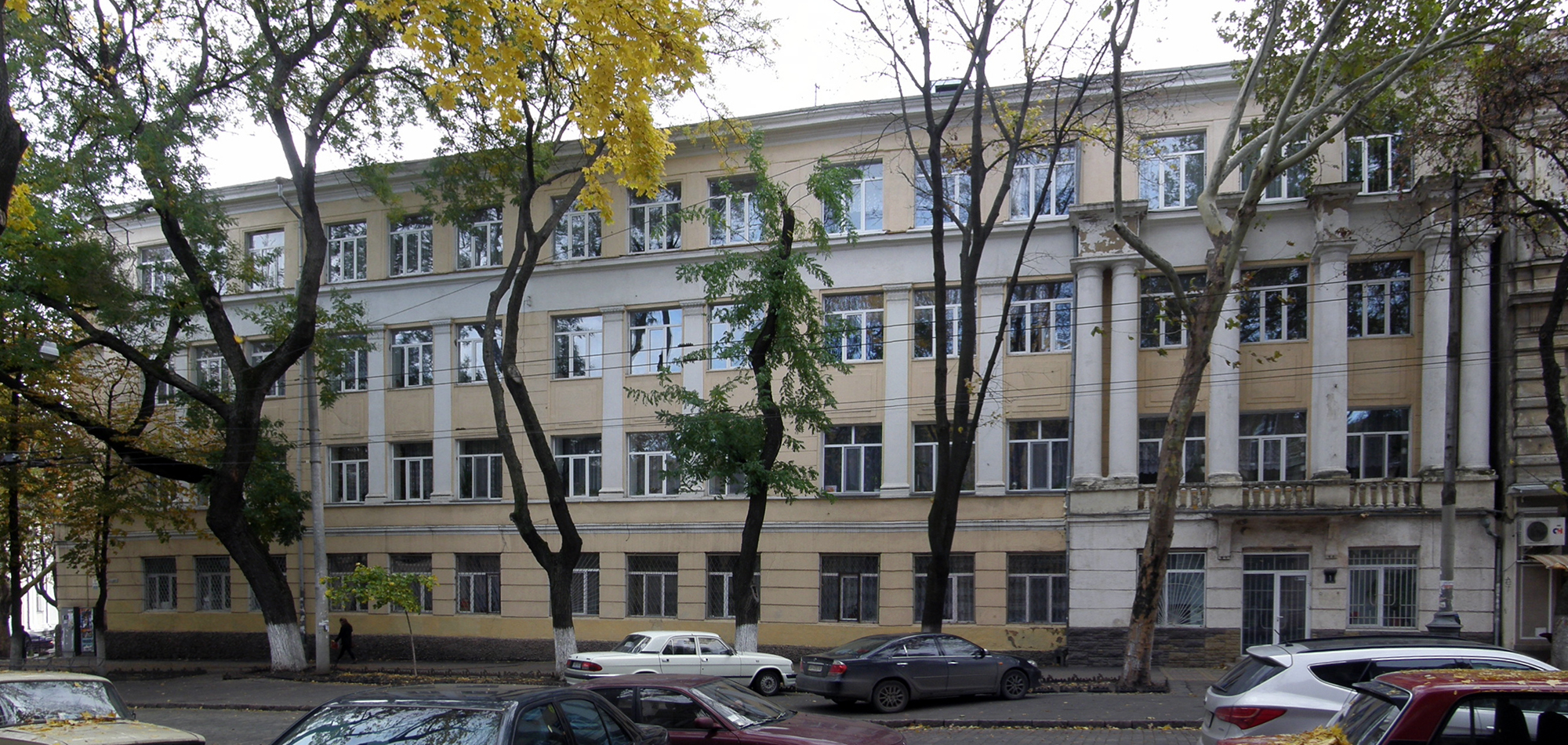
№ 1 — ліцей № 121, 1936–1938 рр., типовий проєкт
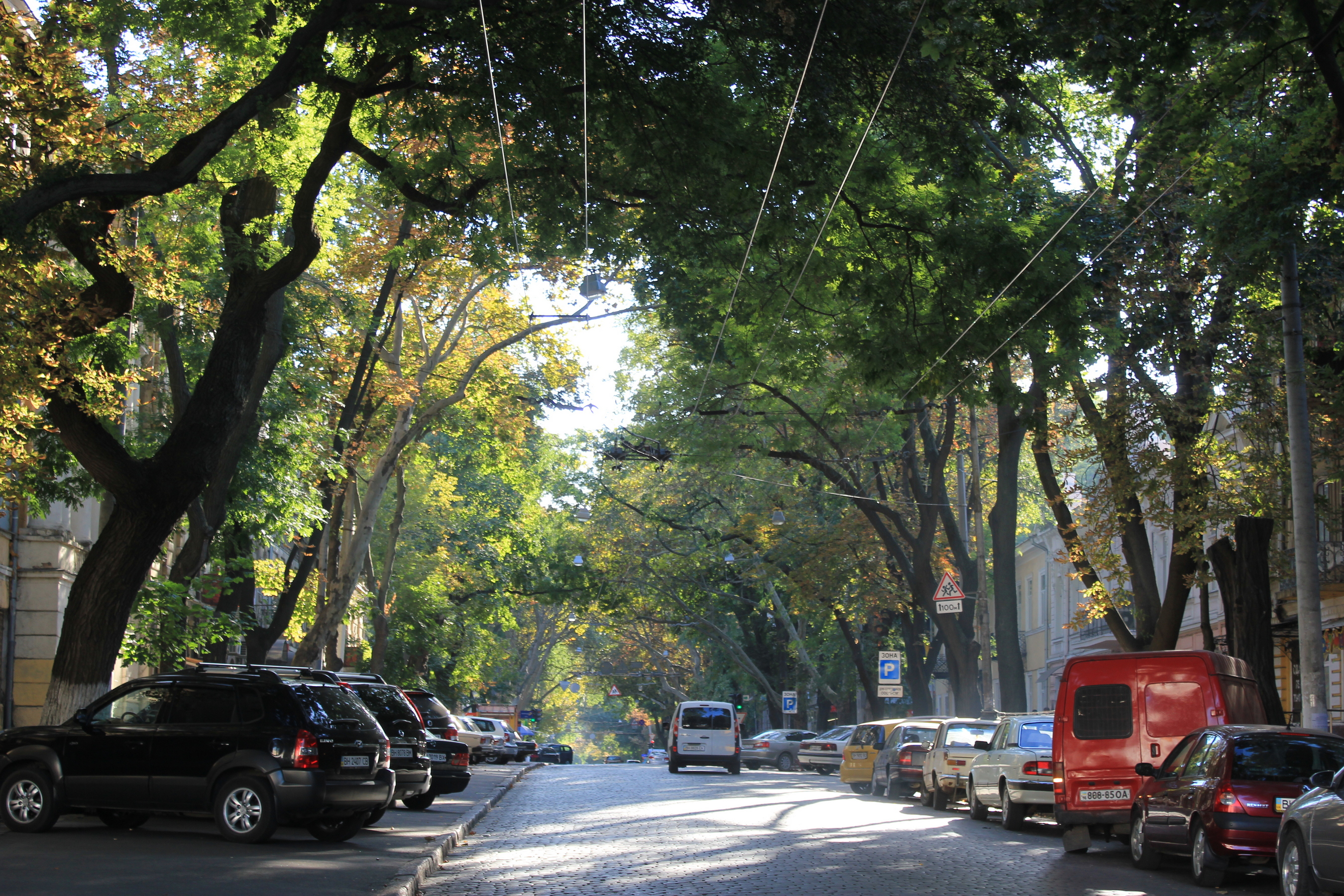
Початок вулиці біля Соборної площі
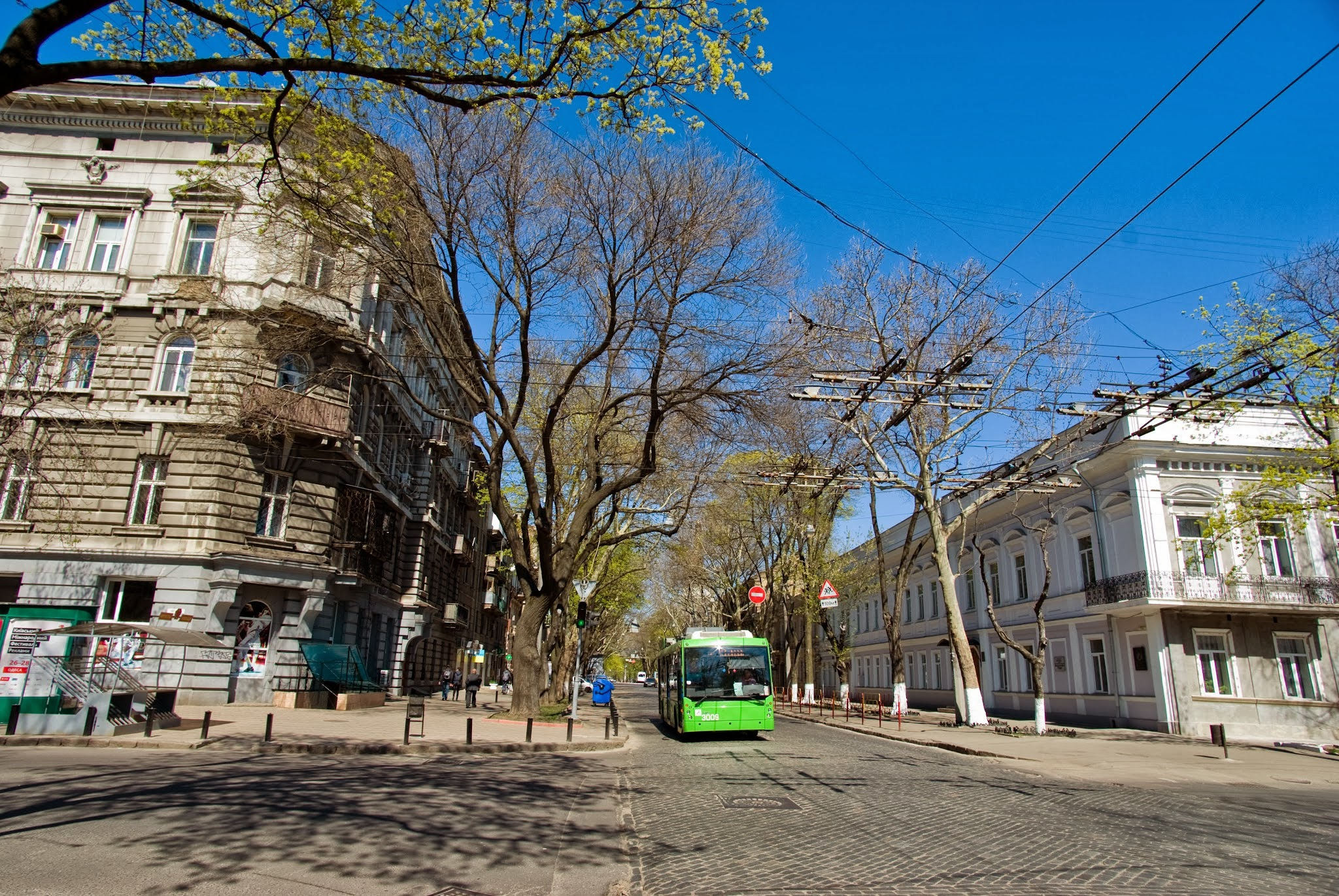
На розі із вул. Новосельського
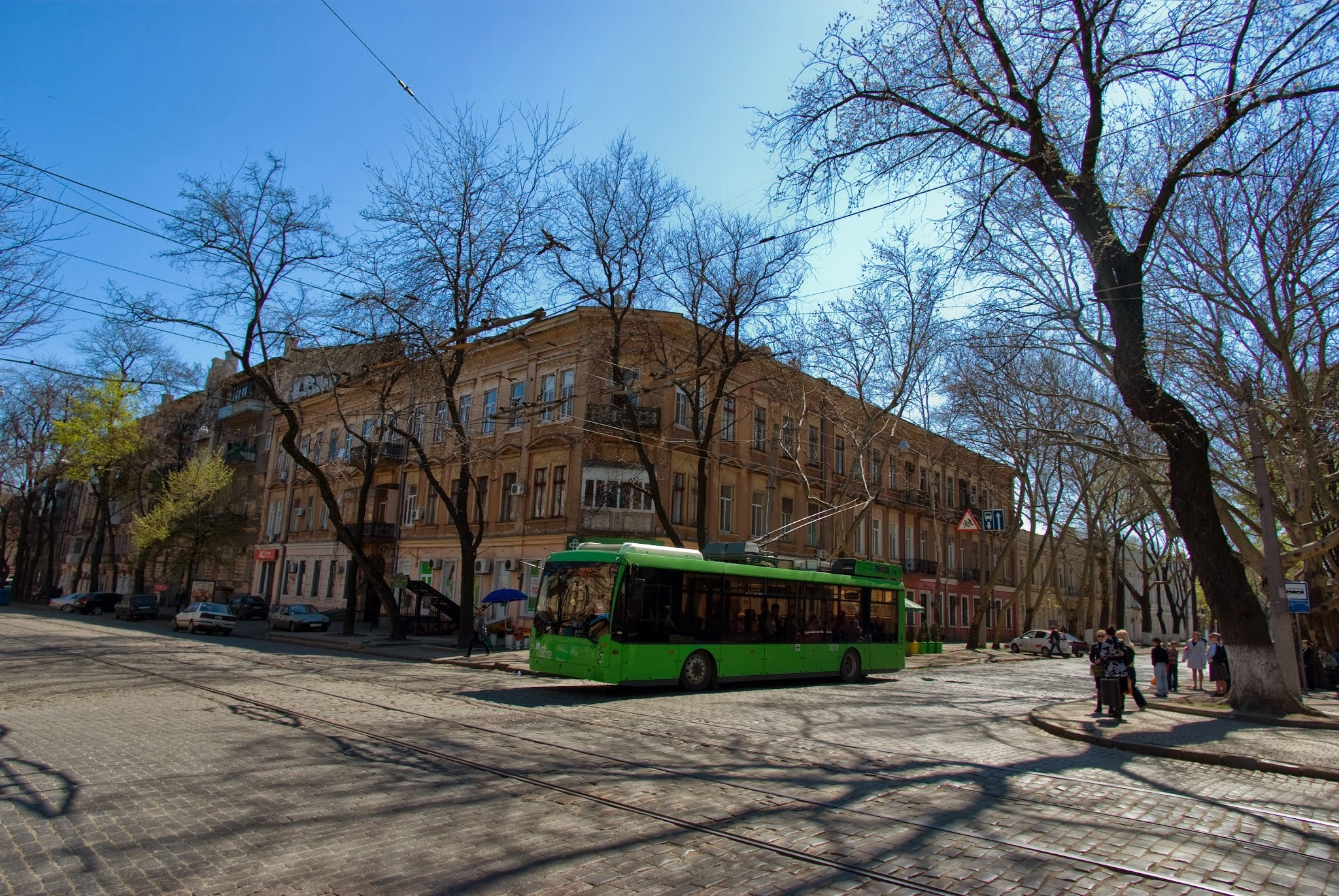
На розі із вул. Ніжинською
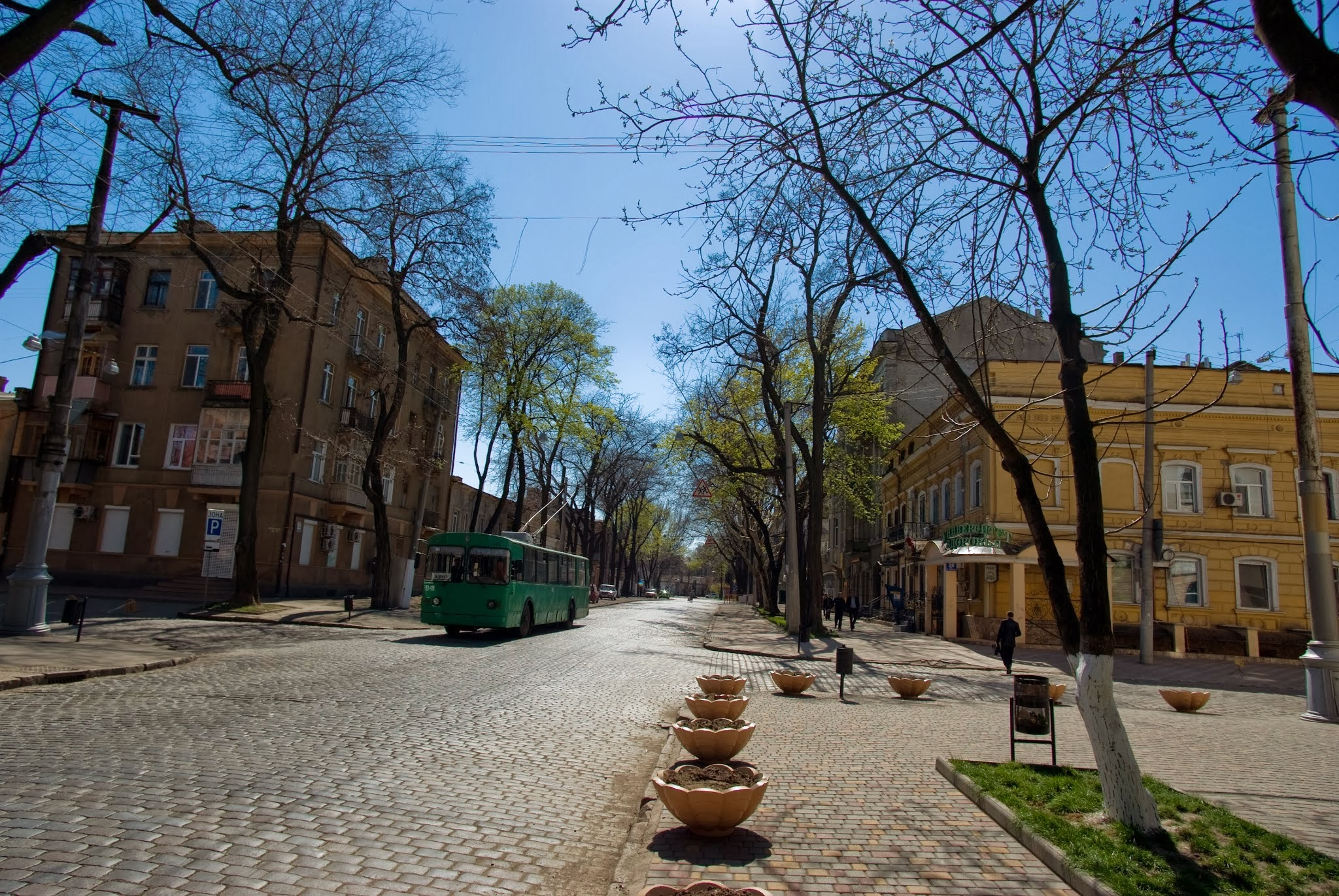
На розі із вул. Ковальською
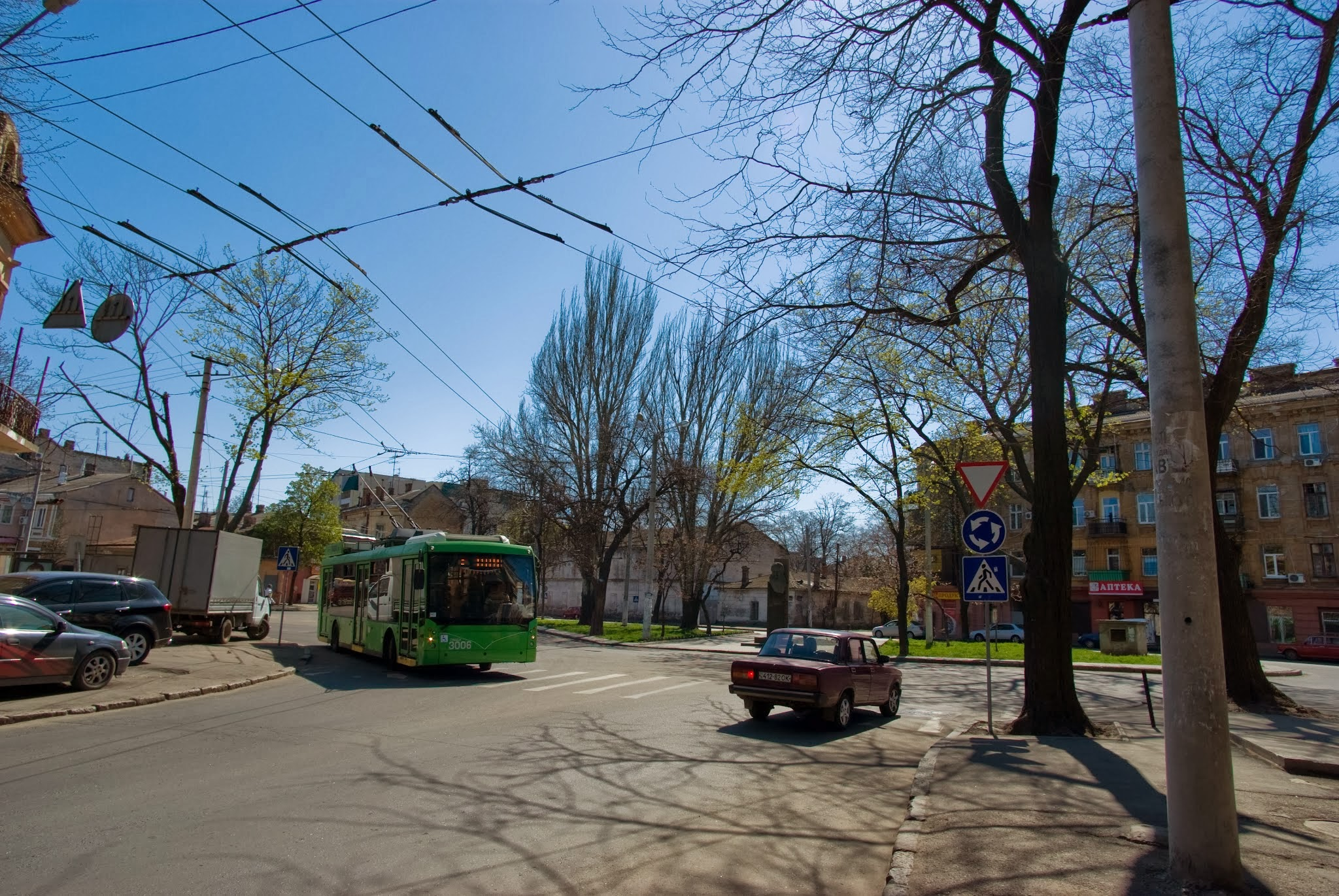
На перетині із площею Менделя Сфоріма

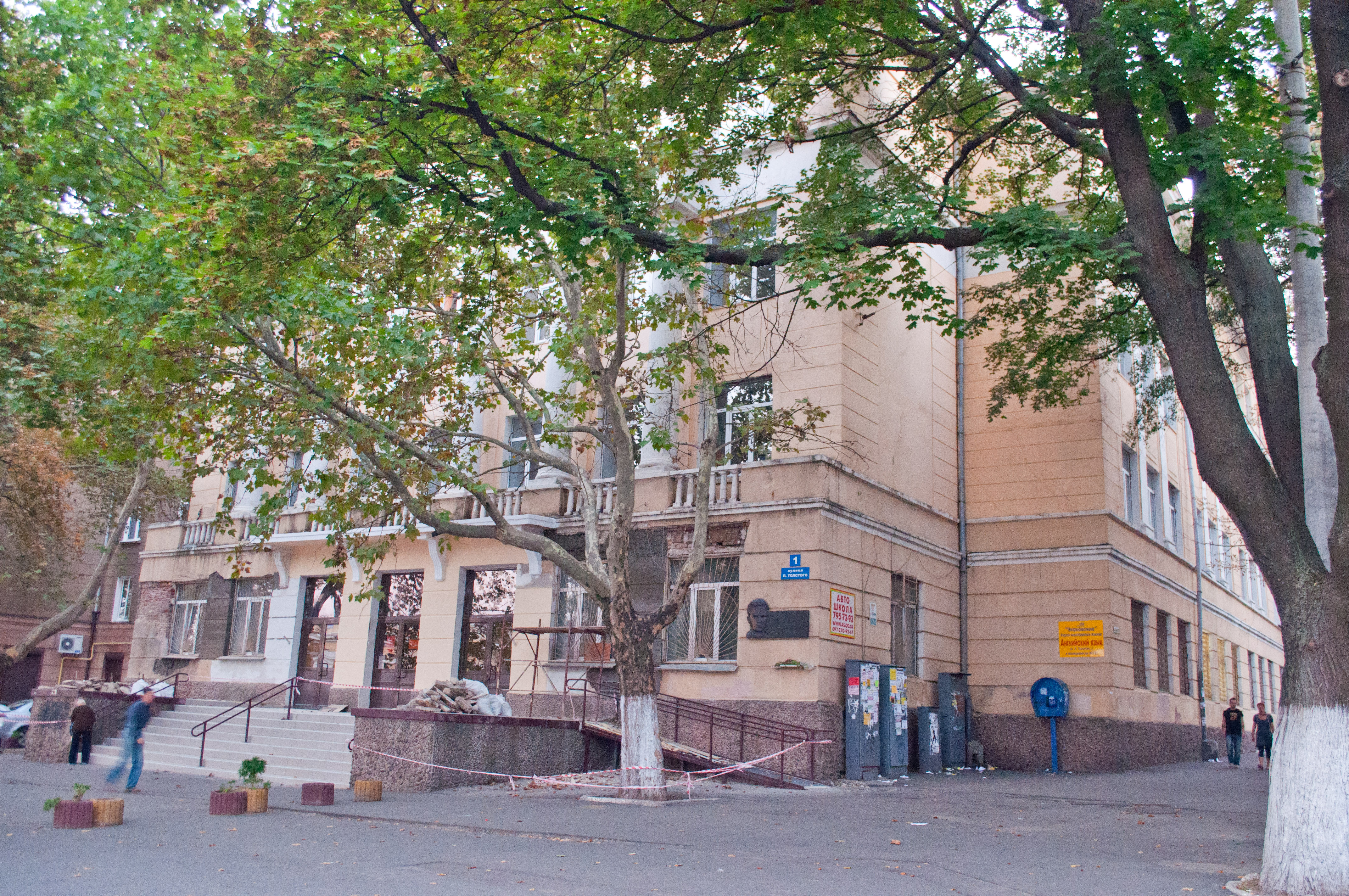
Школа № 121 (вул. Кіри Муратової 1)
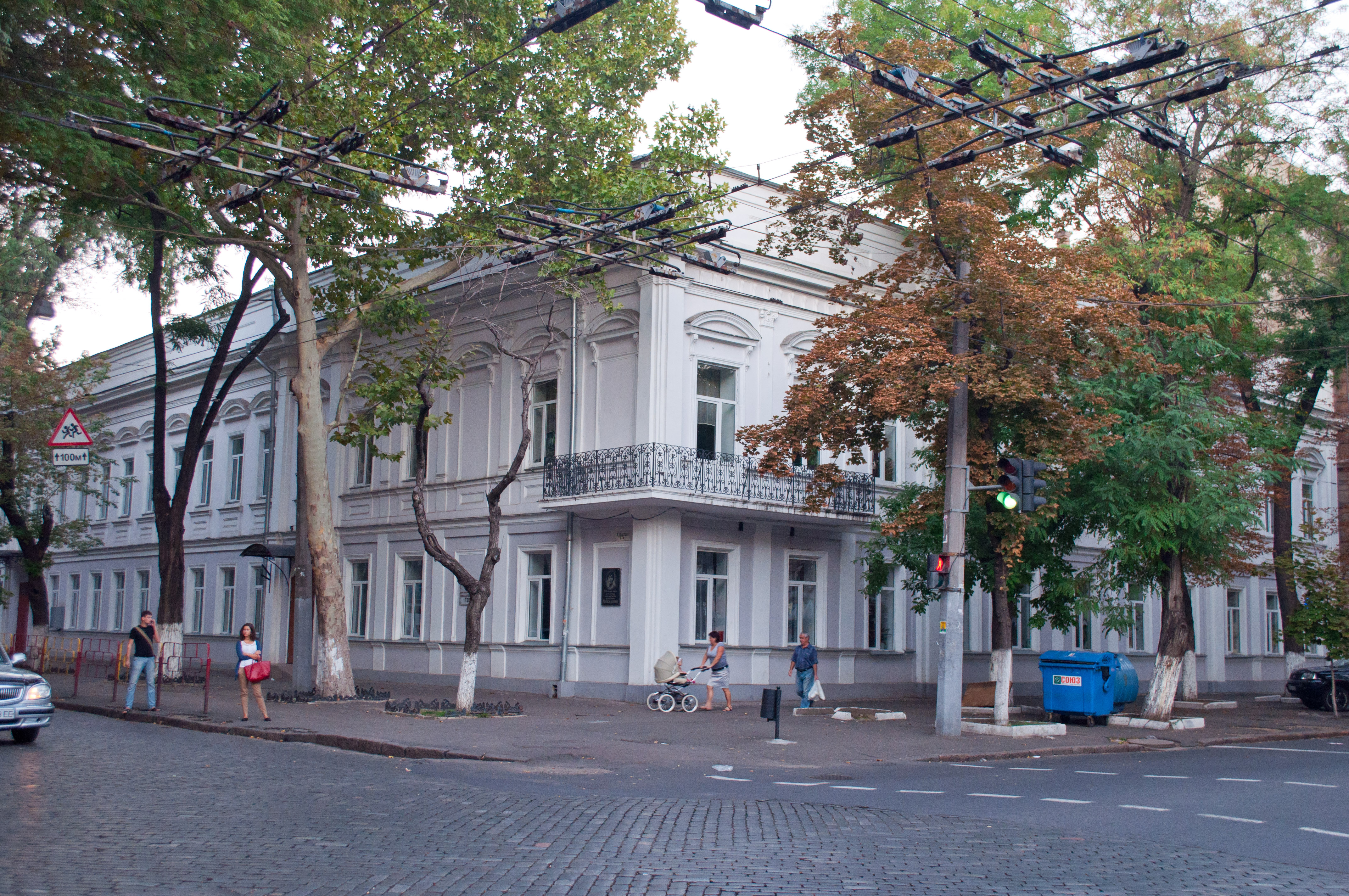
Будівля Маріїнської гімназії (вул. Кіри Муратової 9)
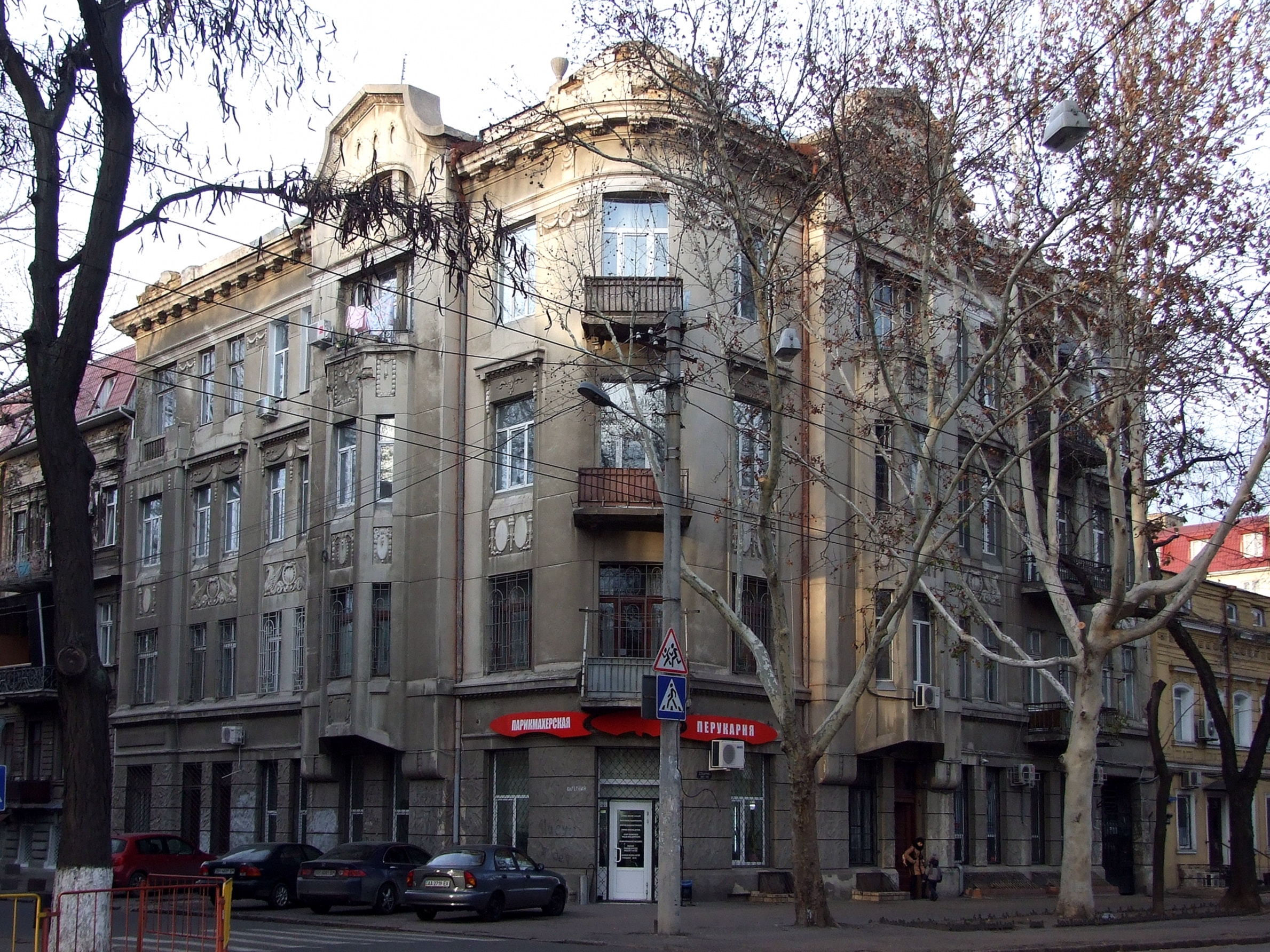
Прибутковий будинок Молчанової (вул. Кіри Муратової 28)
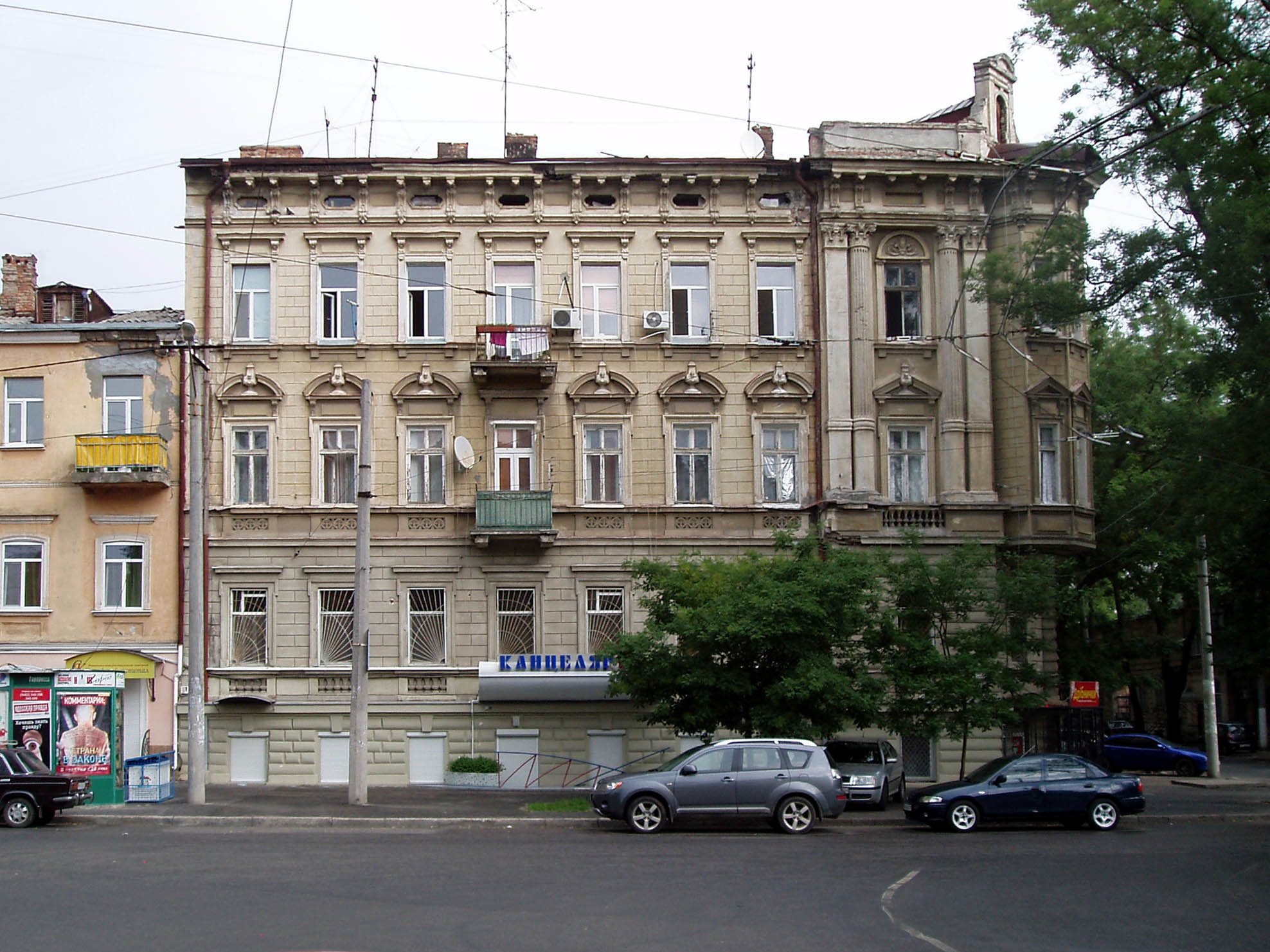
Будівля училища Кефера і Ферстера (вул. Кіри Муратової 30, із фасадом на площу Менделя Сфоріма та вул. Дігтярну)
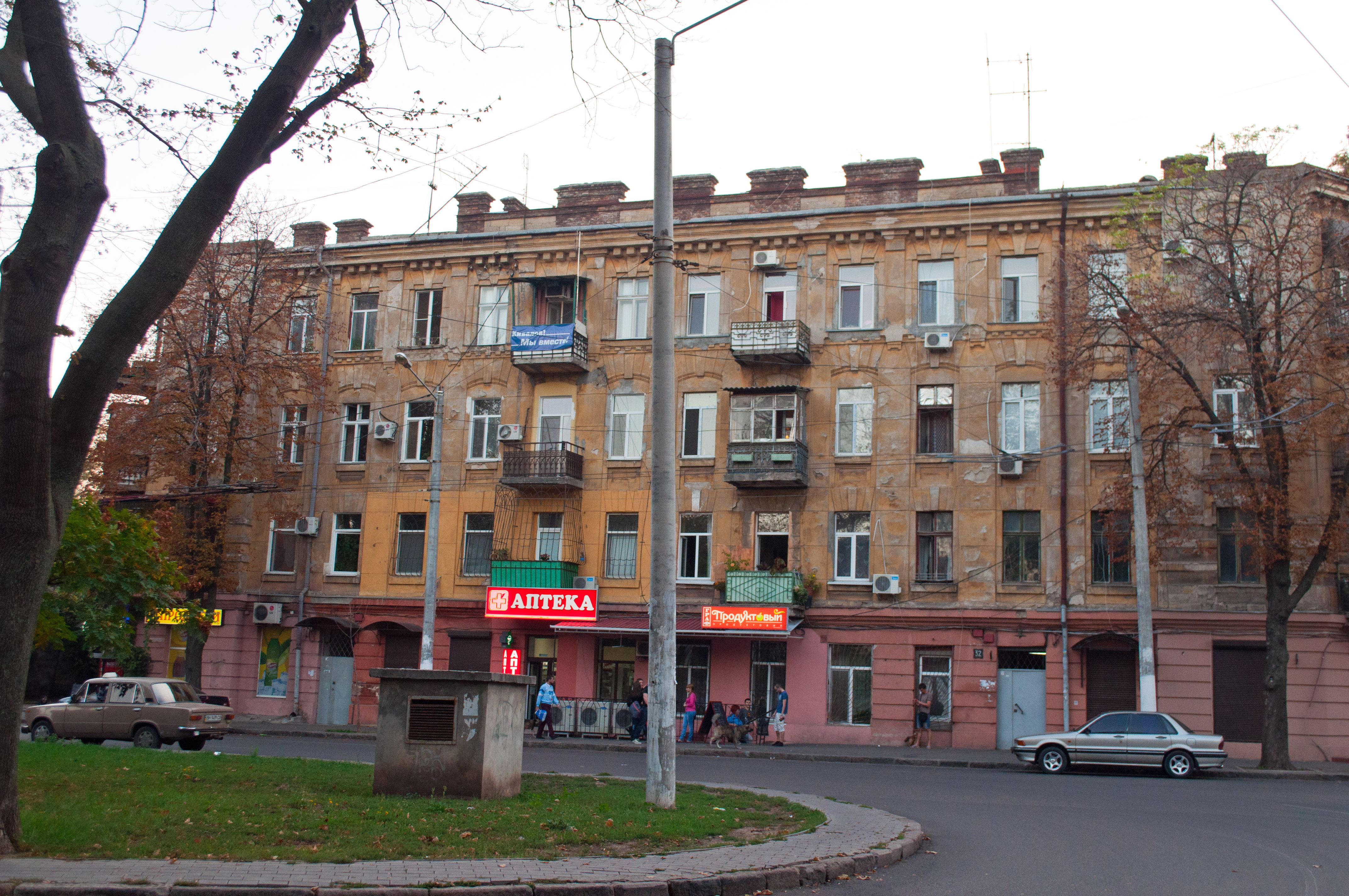
Будинок Прокудіна (вул. Кіри Муратової 32, із фасадом на площу Менделя Сфоріма)